# Mitteldeutsche Rundfunk AG

Logo

Die Mitteldeutsche Rundfunk AG (MIRAG) war eine Rundfunkgesellschaft und einer der ersten Hörfunksender in Deutschland.

## Geschichte

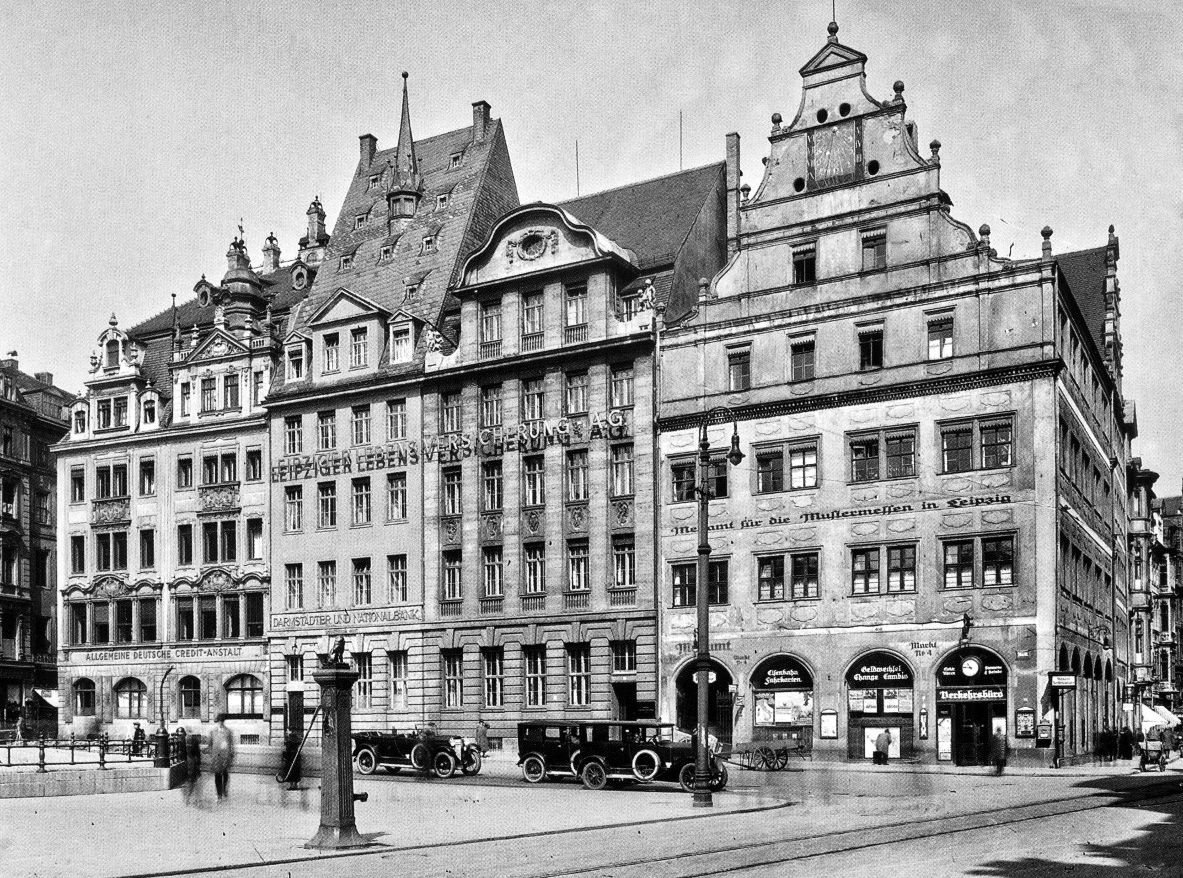
Die Alte Waage (re.) am Markt in Leipzig um 1925, erster Sitz der MIRAG

Die MIRAG wurde am 22. Januar 1924 in Leipzig gegründet. Ihr voller Name war Mitteldeutsche Rundfunk AG – Gesellschaft für drahtlose Unterhaltung und Belehrung Leipzig. Das Aktienkapital betrug 80.000 Goldmark. Hauptaktionär war die Edgar Herfurth & Co. KG, ein Zeitungsunternehmen.
Der Sendebetrieb wurde am 2. März 1924 aufgenommen. Das war einen Tag vor dem Beginn der Frühjahrsmesse dieses Jahres in Leipzig, auf der die junge Funkindustrie ihre Leistungsfähigkeit demonstrieren wollte. Der Sender nutzte zu Beginn seines Betriebes Räume in der Alten Waage am Markt in Leipzig, in der das Leipziger Messeamt ab 1926 seinen Sitz hatte. Deshalb war auch die erste Ansage des Senders „Hallo, hallo – hier ist Leipzig, hier ist der Leipziger Meßamtssender der Reichs-Telegraphen-Verwaltung für Mitteldeutschland, wir senden auf Welle 450“. Senderkennung und Pausenzeichen war ein 240-mal in der Minute tickender Wecker.
In der Alten Waage waren neben Verwaltungs- und Aufnahmeräumen auch die technischen Übertragungseinrichtungen untergebracht. Die Sendeantennen und die Sendeeinrichtungen befanden sich aber zunächst auf dem 1,7 Kilometer entfernten Neuen Johannishospital. Mit diesem Standort war der Sender bis in eine Entfernung von 150 Kilometer gut zu empfangen. Damit wurden die Oberpostdirektionsbezirke (OPD) Leipzig, Dresden, Chemnitz, Erfurt, Halle, 1⁄2 Magdeburg und 1⁄3 Braunschweig bedient, d. h. ganz oder teilweise die Länder Sachsen, Thüringen, Anhalt, Braunschweig und Preußen. Einen Teil der von der Post kassierten Empfangsgebühren von zwei Mark monatlich (ab April 1924) erhielt die MIRAG für die Programmgestaltung. Die Zahl der Teilnehmer nahm von 48.331 Ende 1924 über 349.283 im Jahre 1929 bis auf 638.000 Ende 1929 bei über neun Millionen Einwohnern im Sendegebiet zu.
1926 wurde auf dem Gelände der Technischen Messe eine neue Sendeantennenanlage mit zwei 105 Meter hohen Stahlgittertürmen errichtet. Ab 1932 wurde der Sendebetrieb vom neu errichteten Rundfunksender Wiederau 18 Kilometer südlich von Leipzig mit zunächst 125 Meter hohen Holzgitter-Antennenmasten übernommen. (Zugang zu weiteren Bildern unten unter Weblinks)

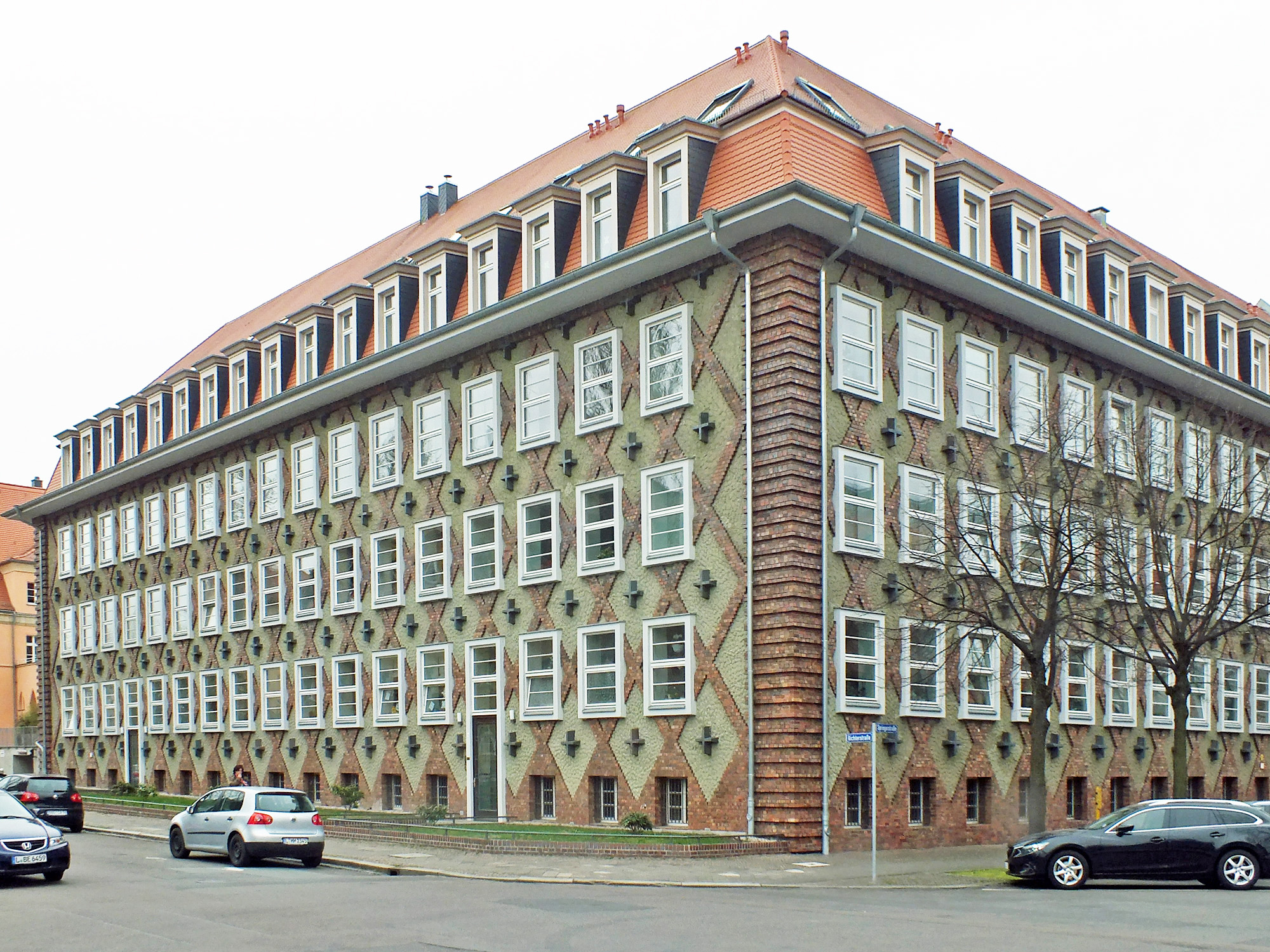
Das ehemalige Funkhaus in der Springerstraße

Am 16. August 1928 bezog die MIRAG zu ihrem erweiterten Sendebetrieb zwei Etagen in Barthels Hof, Markt 8, an der Nordwestecke des Marktes. Am 28. Februar 1933 wurde die Rundfunkanstalt in eine GmbH umgewandelt. Ab 1. April 1934 unterstand das Funkhaus der Reichs-Rundfunk-Gesellschaft (RRG) und erhielt den Namen Reichssender Leipzig. Ab 1941 wurden kriegsbedingt kaum noch eigene Beiträge produziert und stattdessen das zentrale „Reichsprogramm“ übernommen. Die angeordnete Schließung des Funkhauses Barthels Hof ab 1942 hatte eine Vernachlässigung der Luftschutzvorkehrungen zur Folge, sodass durch einen Brandbombentreffer Sendesaal und Redaktionsräume ausbrannten. Im März 1945 wurden die Ausstrahlungen eingestellt. Nach dem Zweiten Weltkrieg begann der Mitteldeutsche Rundfunk seinen Betrieb am 4. Juni 1946 in dem zu einem Funkhaus umgebauten ehemaligen Versicherungsbau in der Springerstraße in Gohlis, da Barthels Hof Bombenschäden erlitten hatte. Der Mitteldeutsche Rundfunk fiel aber ab September 1952 der Zentralisierung des Rundfunkbetriebs in der DDR zum Opfer, wobei das Funkhaus Leipzig als regionaler Zubringer für Radio DDR I und II fungierte. 1990 wurde der Mitteldeutsche Rundfunk (MDR) innerhalb der ARD als Dreiländeranstalt gegründet, die den Sendebetrieb am 1. Januar 1992 mit drei Regionalprogrammen und drei länderübergreifenden Programmen aufnahm.

## Organisation

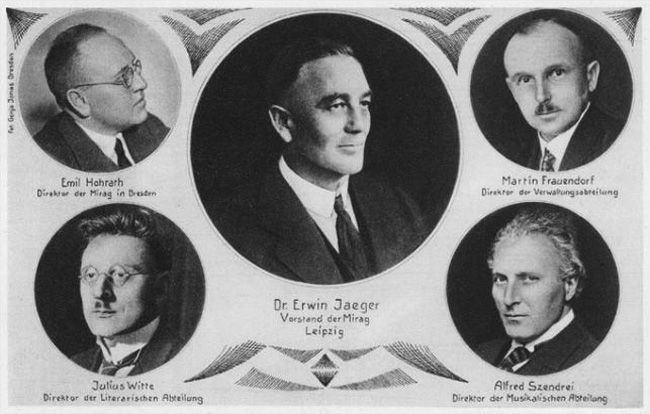
Das Direktorium der MIRAG

Die MIRAG leitete von Beginn an als Vorstand Erwin Jaeger, von Haus aus ein Mediziner, gehörte er aber zum Gründerkreis des Leipziger Rundfunks. Er wurde 1928 von Fritz Kohl abgelöst, blieb aber Mitarbeiter der MIRAG. 1929 wurde der Vorstand in „Kaufmännische und technische Leitung“ (Direktor Kohl) sowie „Künstlerische Leitung“ (Intendant) aufgeteilt. Letztere Funktion übernahm Ludwig Neubeck. Der Vorstand wurde von einem mehrköpfigen Aufsichtsrat kontrolliert, dem bemerkenswerterweise der Hauptaktionär Herfurth wegen der geforderten Überparteilichkeit des Rundfunks nicht angehörte.
Den beiden Hauptkomponenten des Programms, Wort und Musik, entsprachen auch die beiden Abteilungen des Senders, die „Literarische Abteilung“ und die „Musikalische Abteilung“. Leiter der ersteren war bis 1928 Julius Witte und ab 1930 Eugen Kurt Fischer. Als Literarischer Beirat fungierten Georg Witkowski und später Arno Schirokauer. Alfred Szendrei leitete die Musikalische Abteilung. Er war zugleich Dirigent des seit 1925 bestehenden Orchesters der MIRAG mit einer Stärke zwischen 20 und 30 Musikern („Hauskapelle“). Im Programm wirkten aber auch das Leipziger Symphonieorchester, dessen Dirigent ebenfalls Szendrei war und der es an den Rundfunk band, sowie die Leipziger Oratorienvereinigung und andere mit. Am 1. Oktober 1931 fusionierten beide Orchester, so dass mit Berücksichtigung seiner Wurzeln das älteste noch existierende Rundfunkorchester Deutschlands entstand. Aus der Oratorienvereinigung wurde später der Rundfunkchor. Am 31. Oktober 1931 wurde Szendrei gekündigt. Die neu geschaffene Konzertabteilung übernahm Erich Liebermann-Roßwiese.
Seit Februar 1925 gehörte zur MIRAG der Nebensender Dresden. Dessen Leiter war Eugen Emil Horath, die literarische Leitung lag in den Händen von Kurt Arnold Findeisen, der 1931 den Schulfunk der MIRAG übernahm. Darüber hinaus hatte die MIRAG weitere kleine Nebenstellen, so genannte Besprechungsstellen, in Weimar, Chemnitz, Gera, Jena, Erfurt, Sondershausen und Eisenach.

## Programmgestaltung
Die Programmdauer lag anfangs bei vier Stunden pro Tag und erreichte Anfang der 1930er-Jahre mehr als 14 Stunden. Alle Beiträge wurden live gesendet.

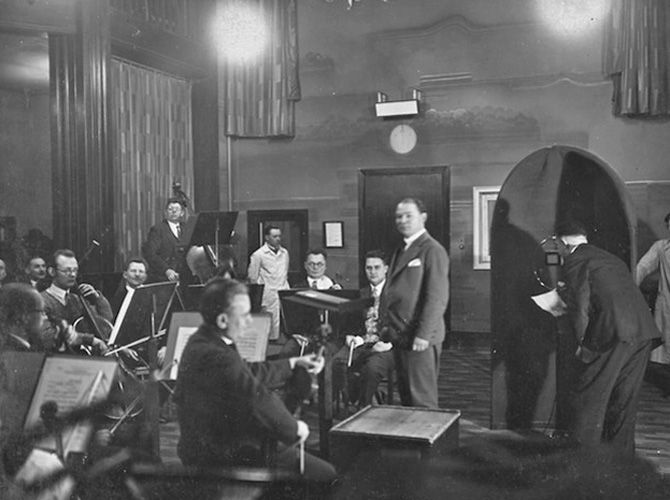
Das Rundfunkorchester Leipzig etwa 1924 vor einer Übertragung aus dem Studio in der Alten Waage. Rechts, gebeugt, der Ansager bei seiner Tätigkeit

Die Wortbeiträge waren zunächst meist Vorträge von etwa 30 Minuten Dauer. Das Themenspektrum erstreckte sich von radiotechnischen Fragen über Musik, Theater, Literatur, Geschichte, Philosophie, Psychologie und Pädagogik bis hin zu Geographie, Wirtschafts- und Rechtswissenschaft sowie Landwirtschaft, wobei auch ganze Themenreihen gestaltet wurden. Als Nachrichten wurden meist Zeitungsmeldungen verlesen, die die „Leipziger Neuesten Nachrichten“ von Edgar Herfurth kostenlos lieferten. Bereits ab Sommer 1924 gab es einen regionalen Sportfunk und ab Oktober sonntags religiöse Morgenandachten, die aber nicht von den Kirchen ausgerichtet wurden. Eine besondere Bedeutung als neue Kunstform in dem neuen Medium Rundfunk gewann bald das Hörspiel. Hier leistete Julius Witte Pionierarbeit.
Wort- und Musikbeiträge hielten sich im Programm etwa die Waage. So gab es täglich ein anderthalbstündiges Nachmittagskonzert und auch ein Abendkonzert, meist mit der Hauskapelle. Es wurden aber auch öffentliche Konzerte mit dem Leipziger Sinfonie-Orchester übertragen. Bereits im Mai 1924 erlebte auch schon der Bunte Abend – eine Mischung aus unterhaltender Musik und Rezitationen – seine Premiere.
Am 3. Mai 1930 nahm der Schulfunk der MIRAG seinen Betrieb auf.